# モンキーパズル
「モンキーパズル」は、1984年6月 - 7月にNHKの『みんなのうた』で放送された曲。2011年6月 - 7月、27年ぶりの再放送となった。
アンデスを舞台に、オウムと暮らす老人と、その付近にそびえる「モンキーパズル（和名：チリマツ）」という名の木を歌った歌。「モンキーパズル」とはアンデス山中に自生する木の種類。
歌はアニメ歌手の堀江美都子。映像は「大きな古時計」（1973年版）で知られる竹口義之制作のアニメだが、竹口制作のアニメは現在のところこれが最後。
オリジナル音源は日本コロムビアから発売CD「NHKみんなのうたベスト40 こころ歌・つながり歌（2012年5月23日　COCX-37310-1）」に収録。堀江美都子本人のCDでは「堀江美都子歌のあゆみ5～歌は心にこだまする～」に収録されている。またアポロン音楽工業より発売されたCD「NHKみんなのうたより あいこでしょ（1988年）」には古川葉子によるカバー音源が収録されている。